# Thomas Lüthi
Thomas Lüthi (ur. 6 września 1986 roku w Oberdiessbach) – szwajcarski kierowca motocyklowy. Mistrz Świata MotoGP z 2005 roku w klasie 125 cm³.

## Kariera

### 125cc
Luthi po raz pierwszy w wyścigach Grand Prix pojawił się w sezonie 2002. We szwajcarskiej ekipie Elit Grand Prix zastąpił Czecha Jakuba Smrža. Debiutancki start w wyścigu o GP Niemiec zakończył na dwudziestej szóstej lokacie. W trzecim starcie, na torze w portugalskim mieście Estoril, sięgnął po pierwsze punkty. Startując dopiero z dwudziestej dziewiątej pozycji, zdołał awansować na dziewiąte miejsce. W pozostałych startach nie dokonał już tej sztuki, jednak dostrzegalny potencjał w młodym Szwajcarze został doceniony angażem na pełny sezon.
Sezon 2003 rozpoczął od dziewiątej lokaty podczas GP Japonii. W tym też roku po raz pierwszy w karierze stanął na podium – podczas wyścigu o GP Katalonii zajął drugie miejsce po starcie z czternastej lokaty. Blisko podium był także na malezyjskim torze Sepang – ostatecznie rywalizację zakończył tuż za podium, przegrywając niecałe trzy dziesiąte sekundy z Hiszpanem Jorge Lorenzo. Dorobek sześćdziesięciu ośmiu punktów zapewnił mu 15. miejsce w końcowej klasyfikacji.
Rok 2004 był bardzo nieszczęśliwy dla Szwajcara. Pierwszych czterech rund nie ukończył na skutek wywrotek i awarii motocykla. Podczas GP Włoch odniósł kontuzję, która wykluczyła go z trzech kolejnych eliminacji. Luthi powrócił do rywalizacji na GP Niemiec. w pozostałych wyścigach dojechał do mety, jednak nadal odczuwał skutki urazu. Po punkty sięgnął dopiero w piątym starcie, na japońskim torze w Motegi. Szwajcar jeszcze trzykrotnie meldował się na punktowanych lokatach – najwyżej dojechał podczas GP Malezji, gdzie był jedenasty. Czternaście punktów pozwoliło na 25. miejsce w ostatecznej punktacji.
W pełni zdrowy Thomas zmaksymalizował wraz z zespołem Elit Grand Prix swoje osiągi i w roku 2005 po raz pierwszy w karierze podjął walkę o tytuł mistrzowski. Wysoką formę zwiastowała już dobra postawa w kwalifikacjach przed inauguracyjną rundą o GP Hiszpanii. Startując z trzeciej lokaty, ostatecznie nie dojechał jednak do mety. Tydzień później w Portugalii przegrał czasówkę ze swoim najpoważniejszym rywalem do tytułu – Finem Miką Kallio. Niedzielną rywalizację zakończył na najniższym stopniu podium. Pierwsze zwycięstwo odnotował na chińskim torze w Szanghaju. Po starcie z pole position wygrał z trzysekundową przewagą nad pięcioosobową grupą zawodników. Rundę na torze we włoskim Mugello przegrał z kolei z Węgrem Gáborem Talmácsi różnicą zaledwie sześciu setnych. O kolejny triumf powalczył w GP Niemiec. Do ostatnich metrów toczył zacięty pojedynek z Finem Kallio, ostatecznie ulegając mu niecałe dwie dziesiąte sekundy. W kolejnych trzech rundach Szwajcar i Fin wymieniali się wygranymi. Luthi triumfował w Czechach i Malezji (tam też startował z pole position), natomiast Kallio w Japonii. O zaciętości ich pojedynków świadczy fakt, iż na torze Sepang pokonał Fina różnicą zaledwie dwóch tysięcznych sekundy. Szwajcar swoje szanse zwiększył triumfem po starcie z pierwszej pozycji na australijskim torze na Wyspie Filipa (Fin był piąty). Punktem kulminacyjnym było jednak GP Turcji, gdzie także startował z pole position. Luthi ostatecznie dojechał piąty, natomiast Kallio nie dojechał do mety. Wydarzenia te sprawiły, iż Szwajcarowi wystarczyło wyłącznie czternaste miejsce do tytułu mistrzowskiego w przypadku zwycięstwa Kallio. Ostatecznie Fin sięgnął po triumf podczas GP Walencji. Luthi mimo komfortowej sytuacji zaliczył wiele perypetii w trakcie zmagań – ostatecznie jednak dojechał na dziewiątej lokacie i mógł cieszyć się z pierwszego mistrzostwa w karierze z przewagą pięciu punktów. W trakcie sezonu zdobył dwieście czterdzieści dwa punkty.
W sezonie 2006 Szwajcar podjął próbę obrony mistrzowskiego tytułu. Od początku rywalizacji jego wyniki nie napawały jednak optymizmem, mimo nowych sponsorów i przemianowania nazwy zespołu na Emmi – Caffe Latte. Większość sesji kwalifikacyjnych kończył w drugiej dziesiątce, natomiast wyścigi rzadko kończył w czołowej szóstce. Najwyższą pozycję w kwalifikacjach odnotował w Australii, gdzie uzyskał czwarty czas. Na tej samej pozycji również dojechał. Największym osiągnięciem był triumf na francuskim torze Bugatti, gdzie po starcie z dziewiątej lokaty pewnie pokonał odwiecznego rywala Kallio. Dorobek stu trzynastu punktów pozwolił mu zajął 8. pozycję w końcowej klasyfikacji.

## 250cc/Moto2
W 2007 roku Luthi awansował do pośredniej kategorii Motocyklowych Mistrzostw Świata wraz z zespołem Emmi – Caffe Latte. Zespół wykorzystywał najlepsze wówczas w klasie motocykle marki Aprilia. Thomas bardzo szybko zaadaptował się do maszyny większej pojemności i innego producenta. W pierwszej sesji kwalifikacyjnej, na katarskim torze Losail, uzyskał piąty czas, natomiast w wyścigu dojechał na czwartym miejscu ze stratą trzech sekund do późniejszego zdobywcy tytułu, Hiszpana Jorge Lorenzo. Po odpadnięciu z wyścigu, na hiszpańskim torze Jerez de la Frontera, Szwajcar zajął piątą lokatę w Stambule. W dalszej części sezonu Luthi jeszcze sześciokrotnie meldował się blisko podium, dojeżdżając na czwartej bądź piątej lokacie. Najbliżej zajęcia miejsca na podium był podczas GP San Marino, gdzie stracił niecałe dwie dziesiąte sekundy do Hiszpana Hectora Barbery. Podczas GP Francji, Włoch i Katalonii startował z czwartej lokaty. Sto trzydzieści trzy punkty pozwoliły mu na zajęcie 8. miejsca w końcowej punktacji.
Po obiecującym debiucie zaliczył mieszany sezon 2008. W pierwszej jego części dwukrotnie dojeżdżał poza czołową dziesiątką oraz przedwcześnie kończył rywalizację. Po raz pierwszy w karierze stanął jednak na podium. Podczas GP Włoch na torze Mugello dojechał trzeci ze stratą siedmiu dziesiątych sekundy do późniejszego triumfatora cyklu, Włocha Marco Simoncelliego. Na holenderskim torze w Assen pokonał z kolei Włocha w bezpośrednim pojedynku o drugą lokatę. Podczas ulewnego GP Indianapolis Szwajcar odniósł kontuzję w trakcie treningów, która wykluczyła go z eliminacji w Japonii oraz Australii. Powrócił na rundę w Malezji i Walencji, gdzie obolały dojechał odpowiednio na dziewiątej i dziesiątej lokacie. Sto osiem punktów w klasyfikacji generalnecj pozwoliło mu zająć 11. miejsce.
Sezon 2009 był ostatnim dla Luthiego na motocyklu Aprilia. Szwajcar regularnie plasował się w czołowej dziesiątce, sześciokrotnie przy tym meldując się w pierwszej szóstce. Trzy razy dojeżdżał tuż za podium na czwartej pozycji. Najbliżej zajęcia trzeciego miejsca był podczas kończącej sezon rundzie na torze im. Ricardo Tormo w Walencji. Do Włocha Raffaele De Rosy stracił zaledwie piętnaście tysięcznych sekundy. W klasyfikacji generalnej zajął 7. miejsce z dorobkiem stu dwudziestu punktów.
W roku 2010 kategoria 250cc została przemianowana na Moto2, z kolei zespół Emmi – Caffe Latte na Interwetten. W związku z wycofaniem się Arpilii szwajcarska ekipa nawiązała współpracę z Moriwaki. W pierwszej połowie sezonu Luthi prezentował wysoką formę, meldując na podium w czterech z ośmiu występów. Najbliżej pierwszego zwycięstwa był podczas GP Hiszpanii (strata dwóch dziesiątych sekundy do późniejszego mistrza, Hiszpana Toniego Eliasa) oraz GP Wielkiej Brytanii (strata pięćdziesięciu siedmiu tysięcznych do Francuza Julesa Cluzela). Najwyższą lokatę w kwalifikacjach odnotował podczas GP Katalonii i GP Malezji, gdzie zajął trzecią pozycję. W drugiej połowie sezonu zaliczył obniżkę formy, wypadając tym samym z walki o tytuł mistrzowski. Ostatni raz na podium stanął podczas GP San Marino, gdzie był trzeci. Pozytywnie zakończył sezon włączeniem się do pojedynku o zwycięstwo podczas GP Walencji. Ostatecznie zajął czwartą pozycję ze stratą siedmiu dziesiątych sekundy do triumfującego Czecha Karela Abrahama. Dorobek stu pięćdziesięciu sześciu punktów zapewnił mu 4. miejsce w końcowej klasyfikacji.
Sezon 2011 na motocyklu Sutera rozpoczął od trzeciego miejsca w Katarze oraz drugiego w Hiszpanii. Szwajcar dość długo zajmował drugą pozycję w klasyfikacji, jednak wraz z rozwojem sezonu jego forma osłabła i ostatecznie wypadł z walki o tytuł mistrzowski. Był w stanie regularnie dojeżdżać w czołowej ósemce, jednak udane kwalifikacje przeplatał z kompletnie nieudanymi, przez co często musiał odrabiać straty. Popisał się w końcówce sezonu pierwszym w karierze pole position na malezyjskim torze Sepang. Dzień później rzutem na taśmę pokonał tegorocznego mistrza świata, Niemca Stefana Bradla. Podczas GP Japonii staną na najniższym stopniu podium. Nieudany wyścig w finałowej rundzie na torze imienia Ricardo Tormo w Walencji pogrzebał jego szanse na podium klasyfikacji generalnej i ostatecznie zajął 5. miejsce z dorobkiem stu pięćdziesięciu jeden punktów.
Rok 2012 rozpoczął od wygrania sesji kwalifikacyjnej na katarskim torze Losail. W wyścigu jednak nie wytrzymał presji i ostatecznie piąty. Kolejne cztery rundy kończył jednak na podium – pierwsze zwycięstwo odniósł na mokrym torze na francuskiej pętli toru de la Sarthe – Bugatti. Wyścig na hiszpańskim obiekcie Jerez de la Frontera przegrał na finiszu z najlepszymi zawodnikami sezonu – Hiszpanami Markiem Marquezem i Polem Espargaro. Na włoskim torze Mugello uległ lokalnemu faworytowi Andrei Iannone różnicą zaledwie ośmiu setnych sekundy. Po trzech słabszych weekendach powrócił do walki o zwycięstwo podczas GP Włoch. Ostatecznie przeciął linię mety jako trzeci, z niecałą sekundą straty do Iannone i Espargaro. Podczas GP Czech niecałą jedną dziesiątą sekundy uległ przyszłego mistrzowi serii Marquezowi. Był to jednak ostatni moment w tym sezonie, w którym Luthi powalczył o zwycięstwo. Zaliczył nierówną końcówkę sezonu, w trakcie której dwukrotnie nie dojeżdżał do mety oraz przecinał linię mety poza pierwszą ósemką. Podczas GP Walencji przegrał walkę o podium z Hiszpanem Nicolasem Terolem, co ostatecznie kosztowało go także przegranie trzeciej pozycji w końcowej klasyfikacji z Iannone o zaledwie trzy punkty.
W trakcie przedsezonowych do sezonu 2013 Luthi odniósł kontuzję, przez którą opuścił GP Kataru oraz zrezygnował ze startu na amerykańskim torze [[Circuit of the Americas}w Austin]]. Do rywalizacji powrócił w trakcie trzeciej rundy na torze w Jerez. Po starcie z dziewiątej lokaty dojechał jedenasty. Z każdym kilometrem odzyskiwał siły i formę, czego dowodem było trzecie miejsce na innym wymagającym technicznie hiszpańskim obiekcie, na torze w Montmelo pod Barceloną. Warto odnotować, iż uzyskał najszybszy czas okrążenia w trakcie wyścigu. Kolejne miejsca na najniższym stopniu podium odnotował w Czechach oraz Wielkiej Brytanii, gdzie do końca liczył się w walce o zwycięstwo. Po czwartej lokacie na torze imienia Marco Simoncelliego oraz wywrotce w Aragonii, Luthi trzykrotnie mógł cieszyć się z podium. Na australijskiej Wyspie Filipa do ostatnich metrów pojedynkował się z tegorocznym czempionem Polem Espargaro. Ostatecznie w klasyfikacji generalnej zajął 6. pozycję z dorobkiem stu pięćdziesięciu pięciu punktów.
Pierwszy wyścig sezonu 2014 zakończył na czwartym miejscu po zaciętej walce z Hiszpanem Maverickiem Viñalesem. Po dyskwalifikacji awansował jednak na trzecią lokatę. Kolejne wyścigi nie były jednak tak udane. Thomas wyraźnie odczuwał skutki coraz mniej konkurencyjnego motocykla w stosunku do Kalexa rywali. Wielokrotnie kończył wyścigi z kilkunastosekundową stratą do najlepszych, często też poza czołową szóstką. Najlepsze kwalifikacje odnotował na hiszpańskim torze Jerez de la Frontera, gdzie był czwarty. Najwyższą lokatę w wyścigu uzyskał na innym hiszpańskim obiekcie – Circuit de Catalunya koło Barcelony – gdzie był piąty. Przełom nastąpił po wakacyjnej przerwie. Podczas GP Czech wykręcił drugi czas w sesji kwalifikacyjnej, natomiast w niedzielnej dojechał czwarty ze stratą niecałych dwóch sekund do Niemca Sandro Cortese. W kolejnych trzech startach nie schodził poniżej piątej lokaty. Rewelacyjnie spisał się na japońskim torze Motegi zajął drugie miejsce w czasówce, natomiast dzień później zostawił za sobą Vinalesa i późniejszego zdobywcę tytułu – Hiszpana Esteve Rabata. Tydzień później, po starcie z szóstej lokaty, ponownie wmieszał się w walkę o zwycięstwo. Ostatecznie uznał wyższość Vinalesa, rzutem na taśmę pokonując zarówno Rabata, jak i jego zespołowego partnera, Fina Mikę Kallio. Po ósmej pozycji zajętej w Malezji przyszedł czas na Walencję, gdzie w bezpardonowym pojedynku okazał się lepszy od Rabata. Ostatecznie sezon zakończył czwarty, pokonując w bezpośrednim pojedynku swojego rodaka Dominique'a Aegertera, który także korzystał z motocykla marki Suter. W trakcie zmagań zdobył sto dziewięćdziesiąt cztery punkty, z wyraźną jednak stratą do Vinalesa.
W 2015 roku Interwetten Racing postanowiła zmienić motocykle na Kalexy. Wyścig w Katarze ponownie zakończył na trzeciej lokacie. Dokonał tego po starcie z siódmej lokaty. Podczas GP Francji sięgnął po zwycięstwo, pozostawiają w pokonanym polu broniącego tytułu Rabata oraz przyszłego mistrza z Francji, Johanna Zarco. Zupełnie nowy motocykl przyczynił się jednak do dużej chwiejności formy, w wyniku której Thomas przeplatał udane kwalifikacje i wyścigi z kiepskimi. Podczas GP Włoch i GP Japonii kończył rywalizację wywrotką, natomiast w trakcie GP Ameryk, GP Wielkiej Brytanii oraz GP Australii kończył poza czołową ósemką. Straty w klasyfikacji nadrobił dopiero na malezyjskim torze Sepang oraz hiszpańskim obiekcie imienia Ricardo Tormo w Walencji. W pierwszym starcie, po starcie z pole position, uległ po zaciętej rywalizacji wyłącznie zdobywcy tytułu Zarco, natomiast w drugim pokonał w bezpośrednim pojedynku o trzecią pozycję Włocha Lorenzo Baldassarriiego. Dzięki temu w klasyfikacji końcowej zdobył sto siedemdziesiąt dziewięć punktów, o szesnaście wyprzedzając Niemca Jonasa Folgera.
Rok 2016 Szwajcar rozpoczął od zwycięstwa w GP Kataru. Wynik ten był tym bardziej imponujący, że uzyskał go po awansie z dziewiątej lokaty. Warto jednak zaznaczyć, że w czołówce zabrakło faworytów, między innymi Francuza Johanna Zarco, który otrzymał karę przejazdu przez aleję serwisową. Thomas mógł jednak po raz pierwszy w karierze cieszyć się z prowadzenia w mistrzostwach Moto2 i z optymizmem patrzeć na kolejne starty. Kolejne trzy wyścigi szybko jednak zweryfikowały plany Luthiego odnośnie do walki o tytuł mistrzowski. Szwajcar dojeżdżał bowiem dwukrotnie siódmy oraz raz szósty, tracąc kilkanaście sekund do najlepszych. Przełom nastąpił na francuskim torze Bugatti, gdzie startował z pole position. W niedzielnych zmaganiach musiał uznać jednak wyższość Hiszpana Álexa Rinsa i Włocha Simone Corsiego, do których stracił ponad cztery sekundy. Dwa tygodnie później, na włoskim torze Mugello, otarł się o podium, tracąc do Brytyjczyka Sama Lowesa niecałe dwie dziesiąte sekundy. W trakcie zmagań na hiszpańskim torze pod Barceloną dojechał na piątej pozycji, po walce o trzecią lokatę z Japończykiem Takaakim Nakagamim i Malezyjczykiem Hafizhem Syahrinem. Kolejne dwa wyścigi – w Holandii oraz Niemczech – kończył przedwcześnie po wywrotkach. Na debiutującym w Motocyklowych Mistrzostwach Świata austriackim torze Red Bull Ring Luthi po starcie z trzeciego pola do ostatnich metrów walczył o drugą lokatę. Ostatecznie ponownie musiał zadowolić się czwartą pozycją. W trakcie kwalifikacji do GP Czech Szwajcar zaliczył kolejną wywrotkę, która tym razem poskutkowała wizytą w szpitalu i absencją w niedzielnej rywalizacji. Na szczęście obyło się bez poważnych urazów i Thomas stawił się na brytyjski tor Silverstone dwa tygodnie później. Tam Szwajcar jechał jak natchniony. Awansował z dziesiątej lokaty do czołówki i przełamał złą passę zwycięstwem po finiszu. W pokonanym polu pozostawił Włocha Franco Morbidelliego, Nakagamiego, Syahrina oraz Niemca Jonasa Folgera. Po szóstym miejscu na włoskim torze imienia Marco Simoncelliego oraz czwartym na hiszpańskim obiekcie w Aragonii przyszły triumfy w Japonii i w Australii. Szwajcar rzutem na taśmę pokonał na Motegi mistrza Zarco, natomiast na Wyspie Filipa Morbidelliego (po starcie z pierwszej pozycji). Po szóstej lokacie w Malezji Szwajcar zajął drugie miejsce na hiszpańskim torze imienia Ricardo Tormo w Walencji. Znakomita końcówka sezonu sprawiła, że Thomas sezon zakończył z tytułem wicemistrzowskim, przed Rinsem, Morbidellim i Lowesem. W trakcie całego roku zdobył dwieście trzydzieści cztery punkty.
W 2017 roku Luthi w pierwszej części sezonu rywalizacji prezentował bardzo równą formę i wysoką skuteczność. W trakcie trzynastu rozegranych wyścigów Szwajcar tylko trzykrotnie znalazł się poza czołową trójką. Podczas GP Hiszpanii dojechał na ósmym miejscu, z kolei na niemieckim torze Sachsenring nie ukończył wyścigu na skutek wywrotki. Zmagania o GP Wielkiej Brytanii zakończył z kolei na czwartej lokacie. Największe sukcesy odnosił podczas GP Czech oraz GP San Marino, gdzie pewnie sięgał po wygraną. Dzięki skutecznej jeździe Szwajcar najdłużej pozostawał w walce o tytuł przeciwko Włochowi Franco Morbidelliemu. Po starcie w San Marino Szwajcar tracił do Włocha zaledwie cztery punkty. W azjatyckiej fazie sezonu zaliczył jednak wyraźną obniżkę formy. Ostatecznie musiał pogodzić się z porażką na skutek kontuzji nogi, którą odniósł po wywrotce w trakcie kwalifikacji do GP Malezji. Pula dwustu czterdziestu trzech punktów pozwoliło mu jednak utrzymać drugą pozycję w końcowej klasyfikacji.

### MotoGP
Po wielu latach spędzonych w pośredniej klasie Moto2 Thomas Luthi otrzymał szansę debiutu w królewskiej kategorii. Szwajcar będzie zespołowym partnerem Włocha Franco Morbidelliego w belgijskim zespole Marc VDS Racing Team.

## Inne sukcesy
Thomas Lüthi dzięki zdobyciu tytułu mistrzowskiego został wybrany przez swój kraj w 2005 najlepszym sportowcem roku, pokonując taką osobistość, jak tenisistę Rogera Federera.

## Statystyki

### Sezony
| Sezon | Klasa | Motocykl | Typ              | Wyścigi | Wygrane | Podia | PP | Najsz. okr. | Pkt. | Msc. |
| ----- | ----- | -------- | ---------------- | ------- | ------- | ----- | -- | ----------- | ---- | ---- |
| 2002  | 125cc | Honda    | Honda RS125R     | 7       | 0       | 0     | 0  | 0           | 7    | 27   |
| 2003  | 125cc | Honda    | Honda RS125R     | 15      | 0       | 1     | 0  | 0           | 68   | 15   |
| 2004  | 125cc | Honda    | Honda RS125R     | 13      | 0       | 0     | 0  | 0           | 14   | 25   |
| 2005  | 125cc | Honda    | Honda RS125R     | 16      | 4       | 8     | 5  | 1           | 242  | 1    |
| 2006  | 125cc | Honda    | Honda RS125R     | 16      | 1       | 1     | 0  | 0           | 113  | 8    |
| 2007  | 250cc | Aprilia  | Aprilia RSA 250  | 17      | 0       | 0     | 0  | 0           | 133  | 8    |
| 2008  | 250cc | Aprilia  | Aprilia RSA 250  | 14      | 0       | 2     | 0  | 0           | 108  | 11   |
| 2009  | 250cc | Aprilia  | Aprilia RSA 250  | 16      | 0       | 0     | 0  | 0           | 120  | 7    |
| 2010  | Moto2 | Moriwaki | Moriwaki MD600   | 17      | 0       | 5     | 0  | 2           | 156  | 4    |
| 2011  | Moto2 | Suter    | Suter MMX2       | 17      | 1       | 4     | 1  | 0           | 151  | 5    |
| 2012  | Moto2 | Suter    | Suter MMX2       | 17      | 1       | 6     | 1  | 3           | 191  | 4    |
| 2013  | Moto2 | Suter    | Suter MMX2       | 15      | 0       | 6     | 0  | 1           | 155  | 6    |
| 2014  | Moto2 | Suter    | Suter MMX2       | 18      | 2       | 4     | 0  | 2           | 194  | 4    |
| 2015  | Moto2 | Kalex    | Kalex Moto2 2014 | 18      | 1       | 4     | 1  | 3           | 179  | 5    |
| 2016  | Moto2 | Kalex    | Kalex Moto2      | 5       | 1       | 2     | 1  | 0           | 69*  | 3*   |
| Razem |       |          |                  | 221     | 11      | 43    | 9  | 12          | 1900 |      |

* – sezon w trakcie

### Starty
| Sezon | Klasa | Motocykl | 1      | 2       | 3      | 4      | 5      | 6      | 7      | 8      | 9      | 10     | 11     | 12     | 13     | 14     | 15     | 16      | 17     | 18    | Poz. | Pkt. |
| ----- | ----- | -------- | ------ | ------- | ------ | ------ | ------ | ------ | ------ | ------ | ------ | ------ | ------ | ------ | ------ | ------ | ------ | ------- | ------ | ----- | ---- | ---- |
| 2002  | 125cc | Honda    | JPN    | RSA     | SPA    | FRA    | ITA    | CAT    | NED    | GBR    | GER 26 | CZE 19 | POR 9  | BRA 24 | PAC    | MAL 21 | AUS NU | VAL 24  |        |       | 27   | 7    |
| 2003  | 125cc | Honda    | JPN 9  | RSA 17  | SPA 12 | FRA 9  | ITA 15 | CAT 2  | NED 7  | GBR 22 | GER NU | CZE NU | POR NU | BRA 15 | PAC 10 | MAL 4  | AUS 16 | VAL DNS |        |       | 15   | 68   |
| 2004  | 125cc | Honda    | RSA NU | SPA NU  | FRA NU | ITA NU | CAT    | NED    | BRA    | GER 18 | GBR 18 | CZE 18 | POR 16 | JPN 12 | QAT 13 | MAL 11 | AUS 19 | VAL 14  |        |       | 25   | 14   |
| 2005  | 125cc | Honda    | SPA NU | POR 3   | CHN 4  | FRA 1  | ITA 2  | CAT 7  | NED 10 | GBR 6  | GER 2  | CZE 1  | JPN 2  | MAL 1  | QAT 6  | AUS 1  | TUR 5  | VAL 9   |        |       | 1    | 242  |
| 2006  | 125cc | Honda    | SPA NU | QAT 8   | TUR 12 | CHN NU | FRA 1  | ITA 9  | CAT 6  | NED 8  | GBR 8  | GER 6  | CZE 5  | MAL 13 | AUS 4  | JPN NU | POR NU | VAL 10  |        |       | 8    | 113  |
| 2007  | 250cc | Aprilia  | QAT 4  | SPA NU  | TUR 5  | CHN 8  | FRA NU | ITA 5  | CAT 4  | GBR NU | NED NU | GER 9  | CZE 7  | RSM 4  | POR 4  | JPN 10 | AUS 5  | MAL 5   | VAL 9  |       | 8    | 133  |
| 2008  | 250cc | Aprilia  | QAT 15 | SPA NU  | POR 4  | CHN NU | FRA 11 | ITA 3  | CAT 5  | GBR 5  | NED 2  | GER 7  | CZE NU | RSM 7  | IND C  | JPN    | AUS    | MAL 9   | VAL 10 |       | 11   | 108  |
| 2009  | 250cc | Aprilia  | QAT 6  | JPN 8   | SPA 5  | FRA NU | ITA 4  | CAT 6  | NED NU | GER 8  | GBR 9  | CZE NU | IND 9  | RSM 10 | POR 7  | AUS 11 | MAL 4  | VAL 4   |        |       | 7    | 120  |
| 2010  | Moto2 | Moriwaki | QAT 7  | SPA 3   | FRA 19 | ITA 4  | GBR 2  | NED 3  | CAT 2  | GER NU | CZE 11 | IND 7  | RSM 3  | ARA 10 | JPN 8  | MAL NU | AUS 11 | POR 16  | VAL 4  |       | 4    | 156  |
| 2011  | Moto2 | Suter    | QAT 3  | SPA 2   | POR NU | FRA 5  | CAT NU | GBR 15 | NED 8  | ITA 6  | GER 5  | CZE 5  | IND 17 | RSM 8  | ARA 7  | JPN 3  | AUS 11 | MAL 1   | VAL 17 |       | 5    | 151  |
| 2012  | Moto2 | Suter    | QAT 5  | SPA 3   | POR 3  | FRA 1  | CAT 2  | GBR 8  | NED NU | GER 5  | ITA 3  | IND 5  | CZE 2  | RSM 9  | ARA 10 | JPN 5  | MAL NU | AUS NU  | VAL 4  |       | 4    | 191  |
| 2013  | Moto2 | Suter    | QAT    | AME DNS | SPA 11 | FRA NU | ITA 9  | CAT 3  | NED 8  | GER 6  | IND 13 | CZE 3  | GBR 3  | RSM 4  | ARA NU | MAL 3  | AUS 2  | JPN 3   | VAL 7  |       | 6    | 155  |
| 2014  | Moto2 | Suter    | QAT 3  | AME 6   | ARG 19 | SPA 10 | FRA 8  | ITA NU | CAT 5  | NED 6  | GER 9  | IND NU | CZE 4  | GBR 5  | RSM 5  | ARA 4  | JPN 1  | AUS 2   | MAL 8  | VAL 1 | 4    | 194  |
| 2015  | Moto2 | Kalex    | QAT 3  | AME 12  | ARG 6  | SPA 4  | FRA 1  | ITA NU | CAT 6  | NED 5  | GER 6  | IND 6  | CZE 7  | GBR 9  | RSM 10 | ARA 5  | JPN NU | AUS 15  | MAL 2  | VAL 3 | 5    | 179  |
| 2016  | Moto2 | Kalex    | QAT 1  | ARG 7   | AME 7  | ESP 6  | FRA 3  | ITA    | CAT    | NED    | GER    | AUT    | CZE    | GBR    | SMR    | ARA    | JPN    | MAL     | AUS    | VAL   | 3*   | 69*  |

* – sezon w trakcie